# Levallois-Perret
Levallois-Perret es una comuna (municipio) de Francia, en la región de Isla de Francia, departamento de Altos del Sena, en el distrito de Nanterre. Es la cabecera de dos cantones: Levallois-Perret Norte y Levallois-Perret Sur.

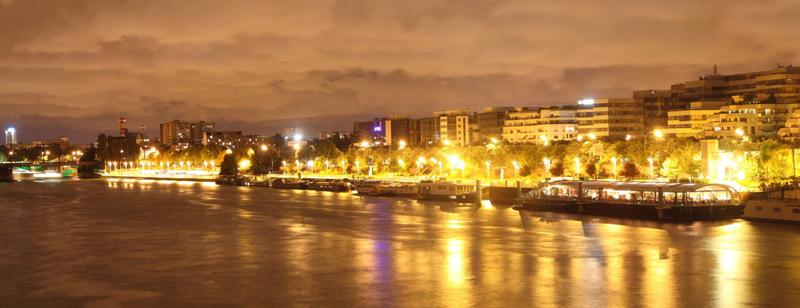
Vista nocturna.

Su población municipal a 1 de enero de 2007 era de 63 225 habitantes.
No está integrada en ninguna Communauté de communes.
Creada en 1866 a partir de Clichy y Neuilly-sur-Seine.

## Demografía
| 15 763 | 19 158 | 22 744 | 29 519 | 35 649 | 39 857 | 47 315 | 58 073 | 61 920 | 68 703 | 73 639 | 75 144 | 71 181 | 65 186 | 61 681 | 62 871 | 61 804 | 58 941 | 52 523 | 53 500 | 47 548 | 54 700 | 63 225 |
| Para los censos de 1962 a 1999 la población legal corresponde a la población sin duplicidades (Fuente: INSEE [Consultar]) |        |        |        |        |        |        |        |        |        |        |        |        |        |        |        |        |        |        |        |        |        |        |

## Celebridades
- Aquí falleció el bailarín Rudolf Nuréyev.
- Aquí nació el futbolista Sofiane Feghouli.